# Тангану (Илфов)
Тангану (рум. Tânganu) насеље је у Румунији у округу Илфов у општини Черника. Oпштина се налази на надморској висини од 57 m.

## Становништво
Према подацима из 2002. године у насељу је живело 2699 становника.

### Попис2002.
| Расподела становништва по националности 2002.‍ | Расподела становништва по националности 2002.‍ | Расподела становништва по националности 2002.‍ | Расподела становништва по националности 2002.‍ | Расподела становништва по националности 2002.‍ |
| --------------------------------------------- | --------------------------------------------- | --------------------------------------------- | --------------------------------------------- | --------------------------------------------- |
|                                               |                                               |                                               |                                               |                                               |
| Румуни                                        | Румуни                                        |                                               | 2.038                                         | 75,5%                                         |
| Роми                                          | Роми                                          |                                               | 661                                           | 24,5%                                         |